# 스캣 가수 목록
다음은 저명한 스캣 가수 목록이다.

## 아티스트
- 젤리 롤 모턴
- 루이 암스트롱
- 캡 캘러웨이
- 루이스 프리마
- 스캣맨 크로더스
- 조니 데이비스
- 디지 길레스피
- 엘라 피츠제럴드
- 카르맨 맥레이
- 세라 본
- 새미 데이비스 주니어
- 멜 토메
- 토니 베넷
- 클레오 레인
- 쳇 베이커
- 예두아르트 힐
- 조니 "기타" 왓슨
- 닐 세다카
- 알 재로
- 아레사 프랭클린
- 스캣맨 존
- 스캣맨 존
- 조지 벤슨
- 믹키 돌렌즈
- 밴 모리슨
- 로버트 와이어트
- 포인터 시스터스
- 데이비드 길모어
- 프레디 머큐리
- 에드거 윈터
- 포인터 시스터스
- 바비 맥퍼린
- 포인터 시스터스
- 디 디 브리지워터
- 포인터 시스터스
- 샤카 칸
- 성룡
- 데이비드 리 로스
- 마이클 잭슨
- 앤서니 키디스
- 데이브 매슈스
- 마이크 패튼
- 잭 블랙
- 조나단 데이비스
- 욘 소르 비르기손
- 제이슨 므라즈
- 에이미 와인하우스
- 니키 야노프스키

## 그룹
- 앤드루스 시스터스
- 스윙글 싱어즈
- 맨해튼 트랜스퍼 (음악 그룹)